# Daniel Darès
Daniel Darès, de son vrai nom Daniel Zajdman, est un comédien, producteur et directeur de théâtre français, né le 25 janvier 1931 à Paris 12e et mort le 21 avril 2011 à Paris 10e.

## Biographie
En tant que comédien, il a joué notamment au théâtre Hébertot dans Gaspar Diaz de Dominique Vincent, mise en scène de Claude Régy, aux côtés de Michel Piccoli et François Chaumette, en septembre 1955  et dans Procès à Jésus de Diego Fabbri, mise en scène de Marcelle Tassencourt en février 1958.
Comme producteur, il est à l'origine entre autres dans les années 1970 de l'adaptation française de plusieurs comédies musicales américaines « à scandale » dont Hair Julien Clerc et Gérard Lenorman en 1969 et Godspell avec Dave, Armande Altaï et Daniel Auteuil en 1971 au théâtre de la Porte-Saint-Martin, ou encore Oh ! Calcutta, mise en scène par Philippe Khorsand à l'Élysée-Montmartre en 1971.
Marié à la comédienne Héléna Bossis, il a dirigé avec elle le théâtre Antoine de 1984 à la mort de sa femme en août 2008, puis seul depuis cette date. Il a également dirigé la Comédie des Champs-Élysées de 1983 à 1986.
Mort le 21 avril 2011 dans le 10e arrondissement de Paris des suites d'une embolie pulmonaire, il est inhumé dans la même ville au cimetière du Montparnasse (division 1).

## Théâtre
- 1957 : L'Autre Alexandre de Marguerite Liberaki, mise en scène Claude Régy, Théâtre de l'Alliance française
- 1958 : Procès à Jésus de Diego Fabbri, mise en scène Marcelle Tassencourt,   Théâtre des Célestins